# خطة ماليزيا الأولى
الخطة الماليزية الأولى (1966 - 1970) هي خطة تنمية اقتصادية نفذتها حكومة ماليزيا. وكانت الخطة الاقتصادية الأولى لماليزيا بأكملها (شمل ذلك إقليمي صباح وسراوق)، وليس فقط اتحاد ملايو الذي تقيدت به الخطط الاقتصادية السابقة (مثل الخطة الخمسية الثانية لاتحاد ملايو). وهدفت تلك الخطة إلى تحقيق الرخاء لجميع المواطنين، وتحسين الظروف المعيشية في المناطق الريفية، خاصةً بين المجموعات منخفضة الدخل.

## التطبيق
سعت الخطة إلى زيادة إمكانية الوصول إلى المرافق الطبية في المناطق الريفية عن طريق تأسيس الخدمة الصحية الريفية. وتمت ترقية مرافق المستشفيات في الأحياء لكي تتعامل مع الحالات التي تُحال إليها من العيادات التي تديرها الخدمة. تأسست كذلك مراكز طبية فرعية في المناطق الحضرية. ومع انتهاء مدة الخطة، كانت الفجوة بين المناطق الريفية والحضرية فيما يتعلق بجودة الرعاية الصحية قد ضاقت، لكنها لم تُمح نهائيًا. وقد كانت المعدات والأيدي العاملة في المرافق الطبية الموجودة شرق ماليزيا (صباح وسراوق)، على وجه التحديد، أقل من تلك المتوفرة في المرافق الموجودة في غرب ماليزيا (المعروفة سابقًا باسم اتحاد ملايو).
هذا وقد خصصت خطة ماليزيا الأولى أكثر من 470.8 مليون دولار ماليزي للتعليم. لكن ما يزيد عن 70% من هذا التخصيص أُنفِق، بالتحديد، على تكاليف تدريب المعلمين. هذا فضلاً عن المغالاة في تقدير تكاليف التعليم الفني. وفي الفترة ما بين عامي 1957 و1970، ارتفعت نسبة محو الأمية على المستوى القومي من 51% إلى 59%.
قبل تنفيذ الخطة الماليزية الأولى بفترة قصيرة، أعلن المستعمرون السابقون لماليزيا، وهم البريطانيون، عن أنهم سيتراجعون في التزاماتهم الدفاعية والاقتصادية تجاه ماليزيا. ونتيجة لذلك، طلبت الحكومة المساعدة المالية من الولايات المتحدة لتجنب عرقلة تنفيذ الخطة الماليزية الأولى بسبب نقص التمويل. ووصل بها الحد في ذلك إلى التعبير عن دعمها لحرب فايتنام، الأمر الذي كان مرفوضًا في قطاعات معينة من جماهير الشعب الماليزي. لكن ماليزيا لم تقدم أبدًا الدعم العسكري للولايات المتحدة، استنادًا إلى سياسة الحياد التي كانت تتبعها. ومن ثم، فشلت في الحصول على قدر كبير من المساعدة الاقتصادية من الولايات المتحدة.
لزم على الخطة الماليزية الأولى أيضًا معالجة مشكلة البطالة التي وصلت إلى ذروتها للمرة الأولى في الستينيات من القرن العشرين. فبالرغم من النمو المشجع لإجمالي الناتج المحلي (GDP)، فلم ترتفع معدلات التوظيف على نحو متكافئ. بالإضافة إلى ذلك، كانت هناك مشكلة في التخصص العرقي في مهن معينة. فكان الصينيون يسيطرون على الأسواق، في حين سيطر الماليزيون على الخدمة المدنية، والهنود على المهن المتخصصة، مثل المحاماة. ومشكلة تباين الدخل بين المناطق الريفية والحضرية، التي سعت الخطة الخمسية الثانية لاتحاد الملايو لحلها، لم يُقض عليها على نحو مُرضٍ.

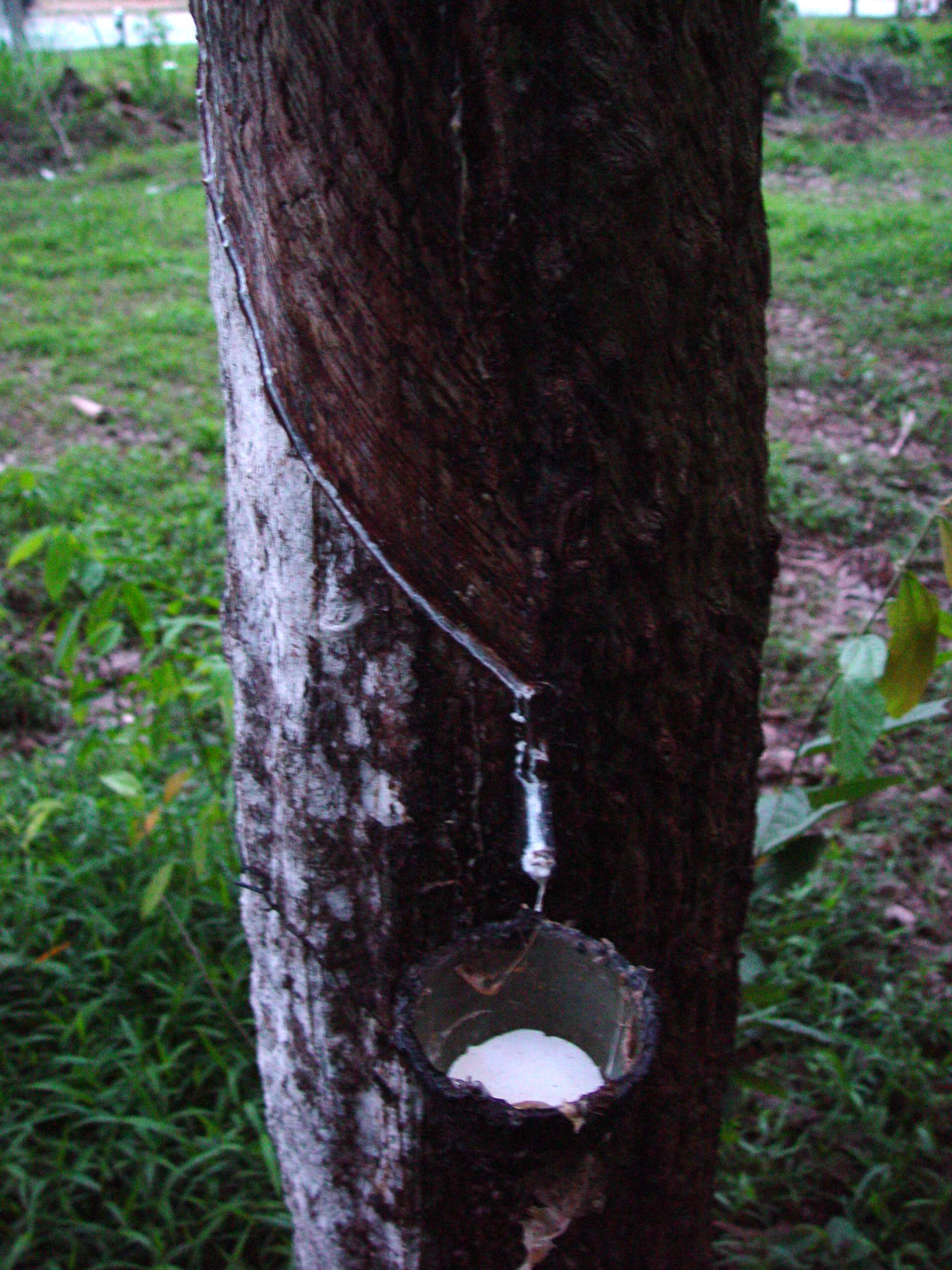
أعادت الحكومة زرع مئات الآلاف من أشجار المطاط لزيادة إنتاج المطاط.

وفي المناطق الريفية القائمة على الزراعة، سعت الحكومة لمواصلة التنمية التي شرعت في تنفيذها الخطة خمسية أولى لاتحاد الملايو. وعلى مدار مدة الخطة الماليزية الأولى، تم ري ما يزيد عن 40,000 أكر (160 كـم2) من الأرز ومحاصيل أخرى في شرق ماليزيا. أعادت الحكومة كذلك زرع مئات الآلاف من أشجار المطاط لزيادة إنتاج المطاط. وفي غرب ماليزيا وحده، أُعيد زرع 304,000 أكر (1,230 كـم2) من الأراضي الصغيرة. وحاولت الحكومة أيضًا إعادة تأهيل مزارع جوز الهند المتضررة، إلى جانب تحديث أساليب صيد الأسماك، وتقديم المساعدات لمربي الدواجن والماشية. لكن سعت الحكومة في الوقت نفسه للحد من اعتماد الاقتصاد الماليزي، الذي امتد تاريخًا طويلاً، على المطاط. فطورت زراعة نخيل الزيت في غرب ماليزيا، وصناعة الأخشاب في صباح.
من ناحية أخرى، قدمت الحكومة حوافز لتوجيه الاقتصاد الماليزي إلى التصنيع، وذلك عن طريق تعزيز ريادة الأعمال الماليزية، وتحسين مهارات الماليزيين في المشروعات الصناعية. وكانت هيئة التنمية الصناعية الفيدرالية (FIDA) قد تأسست عام 1965، لكنها لم تبدأ عملها سوى في عام 1967. وسعت هذه الهيئة إلى الإسراع من التنمية الصناعية وتنسيقها. وفي عام 1968، سُنَّت قوانين جديدة حددت حصص مشاركة الملكية الماليزية في مشروعات معينة، وتوظيف الماليزيين في المشروعات الصناعية. (ووضِعت سياسات التمييز الإيجابي هذه لتتماشى مع المادة 153 من الدستور.) وتطلب الأمر صناعات جديدة تنتج سلعًا للسوق الماليزية لكي يملك المواطنون الماليزيون نسبة 51% على الأقل من أسهم هذه الصناعات، لكن الصناعات التي تهدف لتصدير السلع فقط ظلت تخضع لملكيات أجنبية بالكامل.
صديق

## النتائج والآثار
إن الخطط الطموحة التي وضعتها الحكومة لرفع مستوى المعيشة في المناطق الريفية لم تحقق أهدافها. فالاستثمار المحدود لرأس المال الاجتماعي، رغم خطط تنمية الأراضي العديدة، فشل في وضع حد للهجرة من الريف إلى الحضر ورفع مستوى الدخل للأسر الريفية. ففي غرب ماليزيا، 90% من الأسر التي يقل دخلها الشهري عن 100 دولار ماليزي، كانت تعيش في المناطق الريفية. وكانت الأغلبية العظمى منها من الأسر الماليزية.
على الجانب الآخر، حققت برامج الحكومة المعنية بتحسين إنتاج المطاط نجاحًا هائلاً. وبحلول عام 1970، شكّل المطاط الماليزي القياسي ذو الكفاءة الموحدة (SMR) 20% من إجمالي صادرات المطاط. نجحت الحكومة أيضًا في التقليل من الاعتماد على المطاط في الوقت نفسه الذي طورت فيه صناعات أخرى ناشئة.
لكن الخطة الماليزية الأولى فشلت فشلاً ذريعًا في الحد من عدم المساواة في توزيع الدخول. وأثار ذلك سخط الشعب الماليزي، في حين غضب الناخبون الصينيون كذلك لأنهم رأوا في هذه الخطة «تمييزًا» سافرًا ضدهم لصالح الماليزيين. وفي الانتخابات العامة لعام 1969، حققت الأحزاب المعارضة، التي أيدت خفض أو إلغاء سياسات التمييز الإيجابي الماليزية، مكاسب هائلة في البرلمان. وحرمت الحكومة تقريبًا من ثلثي الأغلبية البرلمانية اللازمة لتعديل الدستور - وهي الأغلبية التي تمتع بها التحالف دومًا منذ الانتخابات الوطنية الأولى عام 1955. ونظم الحزب الوطني الديمقراطي (DAP) وحزب الحركة الشعبية الماليزية (Gerakan) - اللذان عارضا السياسات الحكومية الاقتصادية التي ينصب اهتمامها على الماليزيين - مسيرة للاحتفال بانتصارهما في البرلمان. لكن المسيرة تحولت إلى العنف بعد أن وصف المشاركون فيها الماليزيين، الذين كانوا يشاهدونهم، بأوصاف عنصرية. ومن ثمَّ، نظمت منظمة الملايو الوطنية المتحدة (UMNO)، والتي مثلت الحزب الذي كان يترأس التحالف، مسيرة خاصة بها بهدف «تلقين الصينيين درسًا». وتحولت المسيرة إلى شغب عنيف وصِف فيما بعد - في نوع من التخفيف من حدته - بأحداث الثالث عشر من مايو. ولقي ما لا يقل عن مائتي شخص مصرعهم في تلك الأحداث، وإن كانت التقديرات غير الرسمية قد أشارت إلى أن العدد بلغ خمسة أضعاف ذلك في ظل أعمال الشغب التي استمرت يومين.
أثارت أحداث الشغب، التي كان أغلب المشاركين فيها من الطبقات منخفضة الدخل، القلق البالغ لدى الحكومة. فأُعلِنت حالة الطوارئ، وعُلِق العمل في البرلمان، ثم عاد للعمل مرة أخرى في عام 1971. وفي تلك الأثناء، أُسِس مجلس العمليات الوطني (NOC) لتولي حكم البلاد بصورة مؤقتة. ووضع ذلك المجلس كلًا من الخطة الماليزية الثانية، والخطة الاستشرافية التمهيدية، بالإضافة إلى ما أثار الكثير من الجدل، وهو السياسة الاقتصادية الجديدة (NEP)من أجل معالجة ما رأته الحكومة توزيعًا غير متساوٍ للدخل بين الصينيين والماليزيين، وللحد من التحكم الأجنبي في الاقتصاد. وبالرغم من أن الهدف المُعلَن للمجلس هو «القضاء على الفقر» و«التخلص من تخصص الأعراق في مهام اقتصادية معينة» عن طريق «التوسع الاقتصادي السريع»، فقد اعتبر ذلك الكثير من غير الماليزيين «نوعًا واضحًا وسافرًا من التمييز العرقي». وانتهت مدة عمل السياسة الاقتصادية الجديدة في عام 1991 لتحل محلها خطة التنمية الوطنية (NDP). وبالرغم من النقد الذي واجهته السياسة الاقتصادية الجديدة، فقد أشاد بها البعض نظرًا لمساهمتها في تشكيل طبقة متوسطة بالمجتمع الماليزي، و«تعزيزها للتوازن بين الأعراق المختلفة في الوظائف».